# Wurmbea pusilla
Wurmbea pusilla là một loài thực vật có hoa trong họ Colchicaceae. Loài này được E.Phillips miêu tả khoa học đầu tiên năm 1917.